# Lesaffre (Unternehmen)

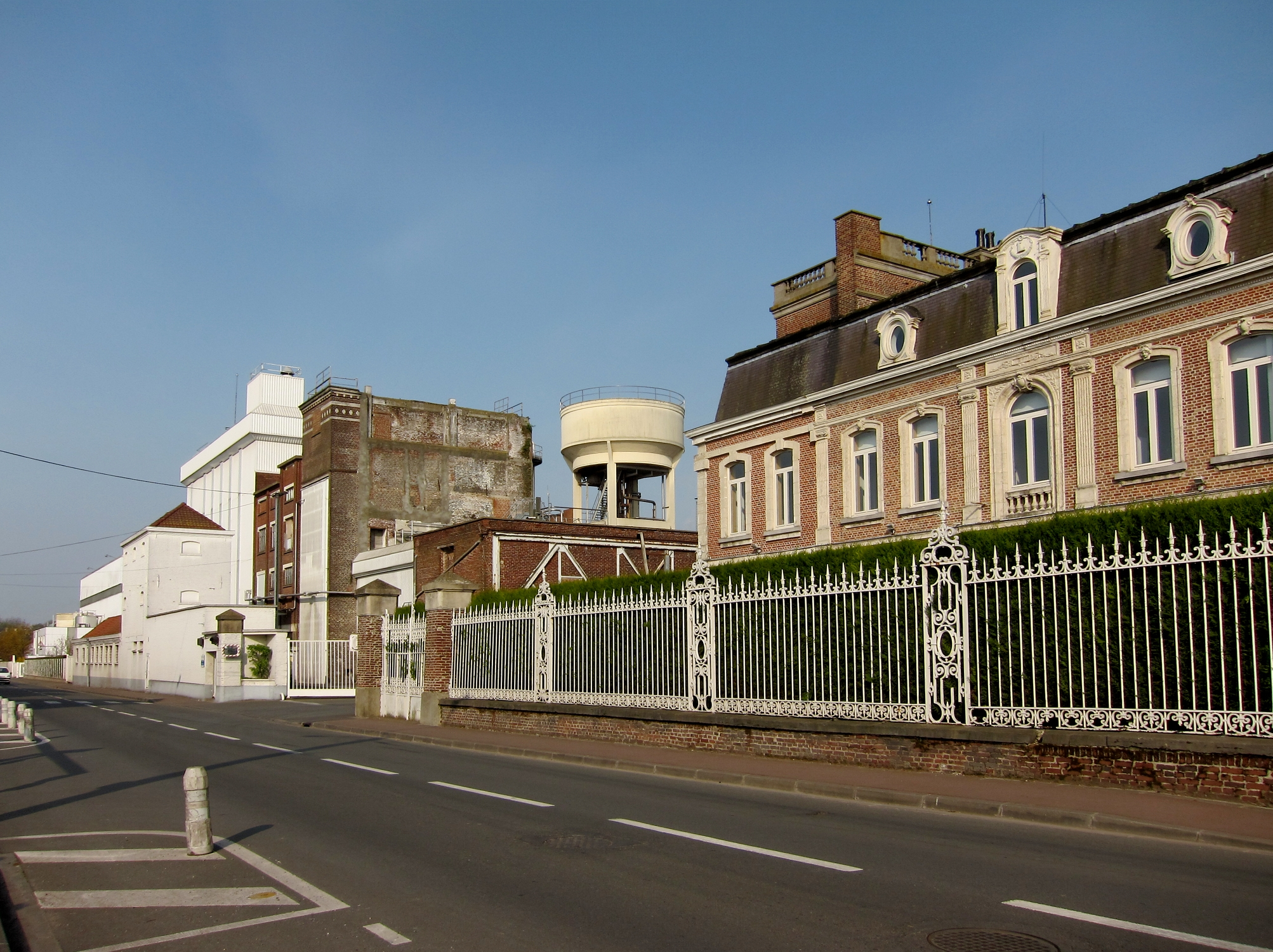
Werk: L'usine Lesaffre à Marcq-en-Barœul (Nord).

Lesaffre & Cie ist ein französisches Unternehmen und Hersteller von Lebensmitteln, deren Hauptprodukt industriell hergestellte Hefen sind.

## Geschichte
Das Unternehmen wurde Mitte des 19. Jahrhunderts von Louis Lesaffre-Roussel (1802–1869), dem Mitbegründer von Bonduelle, gegründet.
Eine der Tochtergesellschaften, „Bio Springer“, wurde im Jahr 1872 von Baron Max de Springer (1808–1885) in Maisons-Alfort gegründet. Im Jahr 2004 gründete das Unternehmen ein nordamerikanisches Joint Venture mit Archer Daniels Midland, bekannt als „Red Star Yeast“.
Im Jahr 2007 war das Unternehmen der weltgrößte Hefeproduzent und 2011 erwarb es die Fabrik „Voronezh Yeast“ (russisch САФ-НЕВА) in der russischen Stadt Woronesch. 
Nach der Gründung der Tochtergesellschaft „Lesaffre Advanced Fermentations“ (Leaf) wurde im Juli 2014 das von Eckhard Boles und Gunter Festel gegründete Schweizer Biokraftstoff-Start-up „Butalco“ übernommen. Mit dieser Akquisition stieg Lesaffre in den Markt für Biobutanol ein.
Daten aus dem Jahr 2021 zufolge erwirtschaftet das Unternehmen mit über 10.000 Mitarbeitern und 80 Tochtergesellschaften in 50 Ländern einen Jahresumsatz von 2 Milliarden Euro.

## Produktionsstandorte im deutschsprachigen Raum
- Lesaffre Deutschland GmbH (bis 2021: Fala GmbH) in Kehl
- Asmussen GmbH in Elmshorn
- Klipfel Hefe AG in Rheinfelden
- Lesaffre Austria AG in Wiener Neustadt